# دالان (باغ‌ملک)
دالان، روستایی در دهستان سرله بخش میداوود شهرستان باغ‌ملک در استان خوزستان ایران است. این روستا، مرکز دهستان سرله است.

## جمعیت
بر پایه سرشماری عمومی نفوس و مسکن در سال ۱۳۹۵، جمعیت این روستا برابر با ۷۵۶ نفر (۱۸۲ خانوار) بوده‌است.